# Référendum de 1992 sur l'indépendance du Monténégro
En 1992 eut lieu le premier référendum sur l'indépendance du Monténégro. 
Les résultats de ce vote furent de 95,96 % pour maintenir le pays dans la Yougoslavie, afin de former une fédération avec la Serbie. La participation ne fut que de 66 % malgré un appel au boycott de la part des minorités albanaise, bosniaques et croates, ainsi que d'une partie des pro-indépendantistes.

## Campagne
Le Premier ministre Milo Đukanović passa beaucoup de temps dans les campagnes, exprimant la nécessité d'un État yougoslave commun avec d'autres Serbes[pas clair]. Son influence fut malgré tout moins importante que le DPS-Etat contrôlant la propagande a grandement affecté la campagne en poussant l'option fédérale et de déformer l'avis indépendantistes.[Quoi ?]
Milo Djukanovic au cours de la campagne : « Nous sommes fiers de notre origine serbe et monténégrine, nous sommes la fière histoire du peuple serbe. C'est la raison pour laquelle nous croyons en un avenir commun et en la prospérité. »

## Résultats
Avec la victoire du bloc unioniste, Milo Djukanovic a conclu la campagne : « En raison, des liens de fraternité éternelle; commune par le sang versé dans les guerres, le rêve du retour de l'unité Monténégrins et Serbes, pour un avenir commune et meilleur, le Monténégro a choisi volontairement de vivre dans un état commun avec la Serbie avec le cœur grand ouvert. »[Quoi ?]